# روبرت ميلس (مجدف)
روبرت ميلس هو مجدف كندي، ولد في 9 ديسمبر 1957 في هاليفاكس في كندا.

## وصلات خارجية
- روبرت ميلس على موقع الاتحاد الدولي للتجديف (الإنجليزية)
- روبرت ميلس على موقع اللجنة الأولمبية الدولية (الإنجليزية)
- روبرت ميلس على موقع أوليمبيديا (الإنجليزية)